# Các phương ngữ tiếng Ả Rập
Các phương ngữ tiếng Ả Rập (العربية الدّارجة al-ʿarabiyyah ad-dārijah) là một cụm từ chỉ đến các phương ngữ tiếng Ả Rập, do "sự can nhiễu" ngôn ngữ giữa tiếng Ả Rập và các ngôn ngữ địa phương hoặc láng giềng, sau một quá trình Ả Rập hóa hoặc bất kỳ ảnh hưởng văn hóa nào chủ yếu là do thực dân hóa, các phong trào di cư, thương mại và gần đây là phương tiện truyền thông.
Chúng đang trong quá trình tiến hóa vĩnh viễn, liên tục bao gồm các từ và lượt câu mới, được rút ra chủ yếu từ các ngôn ngữ Tây phương như tiếng Pháp, tiếng Tây Ban Nha hoặc tiếng Anh. Đây là những phương ngữ, bên cạnh các ngôn ngữ phi Ả Rập khác, được sử dụng để giao tiếp hàng ngày ở các quốc gia liên quan.

## Phân loại

Bản đồ các phương ngữ tiếng Ả Rập.

### Nhóm miền tây
- Nhóm Iberia: 
  - Tiếng Ả Rập Andalusia (Andalucía, biến mất, "dấu vết" còn sót lại trong một số phương ngữ đô thị nhất định ở Maghreb được thực hiện bởi một thiểu số nhỏ người gốc Andalucia);
- Nhóm Maghreb: 
  - Tiếng Ả Rập Maroc: 
    - Phương ngữ đô thị (các khu vực không thuộc Hilalia, chịu ảnh hưởng mạnh mẽ của tiếng Ả Rập Andalucia)
    - Phương ngữ Jebli (tiền Hilalia)[1][2]
    - Ả Rập Ma-rốc Do Thái (phi Hilalia)[3]

  - Tiếng Ả Rập Bedouin Ma-rốc (Hilalia và Maqilia)
  - Tiếng Ả Rập Algérie (Algérie, Nội địa Tunisia)
  - Tiếng Ả Rập Tunisia (Tunisia, Viễn ĐôngBắc Algeria)
  - Tiếng Malta, tiền Hilalia (Malta)
  - Tiếng Ả Rập Sicilia, tiền Hilalia (Sicilia, biến mất);
- Nhóm Bedouin: 
  - Tiếng Ả Rập Libya;
  - HassLocation (Mauritania, Maroc, Tây Sahara, Algérie, Mali, Sénégal)[4]
  - Sahara Arab (Tây Nam Algeria, Niger).

### Nhóm miền đông
- Nhóm sông Nile (Trung): 
  - Tiếng Ả Rập Ai Cập
  - Bản mẫu:Tiếng Ả Rập Saʿïdi
  - Tiếng Ả Rập Sudan
  - Tiếng Ả Rập Tchad
- Nhóm Levant (Bắc): 
  - Tiếng Ả Rập Maronite Síp
  - Tiếng Ả Rập Bắc Levant
  - Tiếng Ả Rập Nam Levant
- Nhóm Lưỡng Hà (Đông)
  - Tiếng Ả Rập Iraq
  - Tiếng Ả Rập Tiểu Á
  - Tiếng Ả Rập Khuzistan
  - Tiếng Ả Rập Trung Á
    - Tiếng Ả Rập Tajik
    - Tiếng Ả Rập Uzbek
- Nhóm bán đảo (Nam)
  - Tiếng Ả Rập vùng Vịnh
  - Tiếng Ả Rập Bahrain
  - Tiếng Ả Rập Najd
  - Tiếng Ả Rập Hijaz
- Nhóm Viễn Nam
  - Tiếng Ả Rập Yemen
  - Tiếng Ả Rập Oman
  - Tiếng Ả Rập Shihhi
- Nhóm ngôn ngữ Ả Rập Do Thái

## Trường hợp tiếng Ả Rập Maghreb
Khi cố gắng làm sáng tỏ cuộc sống ngôn ngữ Maghreb tiền Hồi giáo , Abdou Elimam phát hiện ra rằng ngôn ngữ được đưa tới bởi người Phoenicia ở Bắc Phi, tiếng Punic trở thành là ngôn ngữ cơ bản (trung bình lên tới 50%) trong các ngôn ngữ đương đại ở Maghreb và Malta (1997). Điều này khiến Abdou Elimam dám nhìn nhận một cách mới mẻ và phê phán về bản chất được cho là của phương ngữ Ả Rập Maghreb. Nghiên cứu của ông xác định rằng không có sự Ả Rập hóa (tự phát) của tất cả các quốc gia này, các phương ngữ Malta và Maghreb là sự tiến hóa của tiếng Punic khi tiếp xúc với tiếng Ả Rập và ngôn ngữ Berber. Tham gia cùng Charles A. Fergusson và nhiều nhà ngôn ngữ học phương Đông, Abdou Elimam gọi đây là bản sắc ngôn ngữ đa hình với lớp nền Ả Rập Maghreb (1997, 2003).

## Chữ viết
Các phương ngữ sử dụng một bảng chữ cái tiếng Ả Rập đã được sửa đổi, bảng chữ cái Latinh có dấu phụ như tiếng Malta.